# Ossubtus xinguense
Az Ossubtus xinguense a csontos halak (Osteichthyes) főosztályának a sugarasúszójú halak (Actinopterygii) osztályába, ezen belül a pontylazacalakúak (Characiformes) rendjébe és a pontylazacfélék (Characidae) családjába tartozó faj.
Nemének egyetlen faja.

## Előfordulása
Az Ossubtus xinguense a brazíliai Xingu folyó medencéjének az endemikus hala, vagyis csak itt található meg.

## Megjelenése
Ez a hal legfeljebb 17,6 centiméter hosszú.

## Életmódja
Trópusi, édesvízi halfaj, amely általában a fenék közelében tartózkodik. A 22-25 °C hőmérsékletű vizeket kedveli. Tápláléka vízi növényzet és algák. Akváriumban megeszi a szárított és fagyasztott haltáplálékot, de a mellette tartott kisebb rákokat is felfalja. A nőstények agresszívak más nőstényekkel szemben. A nőstényt több hím is követheti.